# Nationalpark

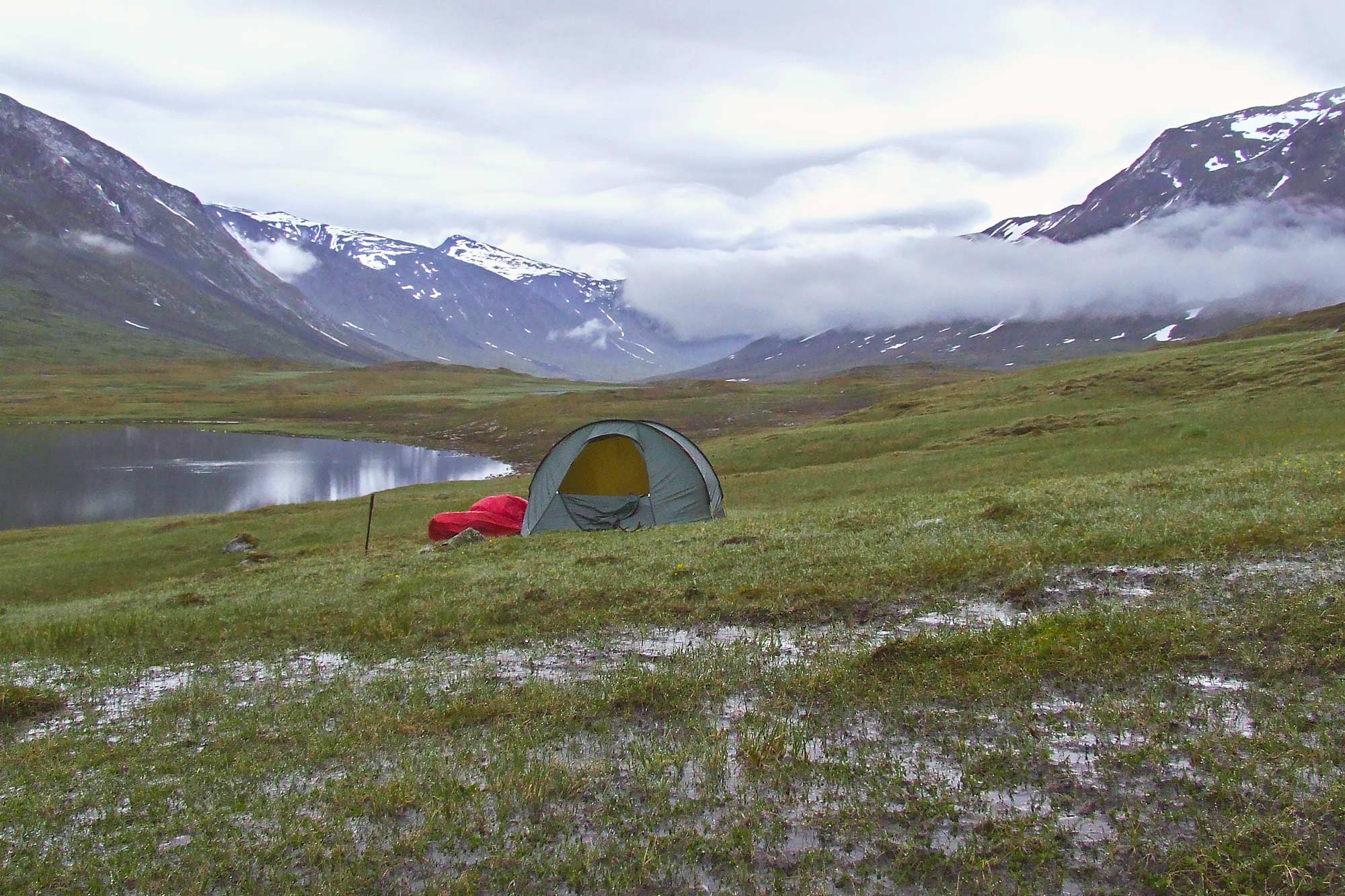
Der Nationalpark Sarek in Schweden ist Europas ältester – und bis heute einer der größten.

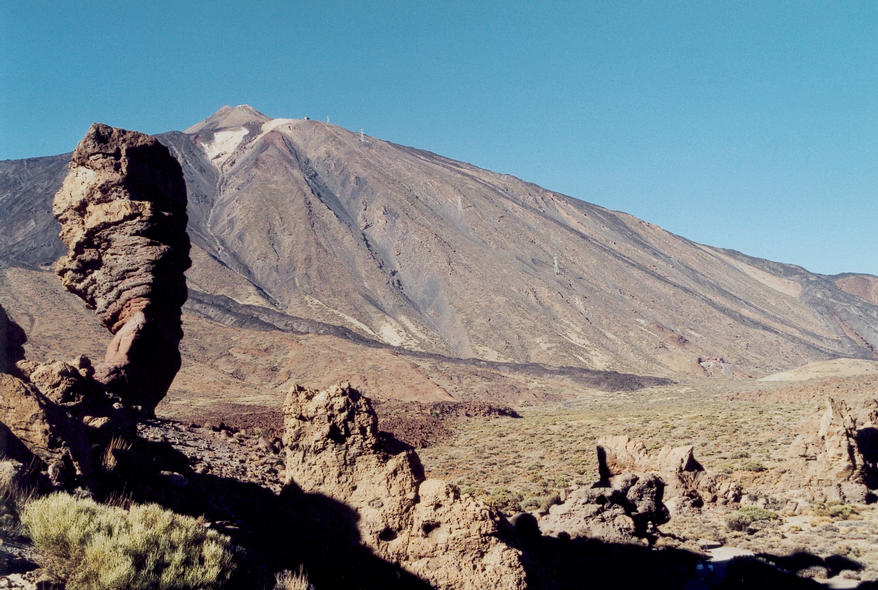
Der Teide-Nationalpark (Kanarische Inseln) ist einer der meistbesuchten europäischen Nationalparks.

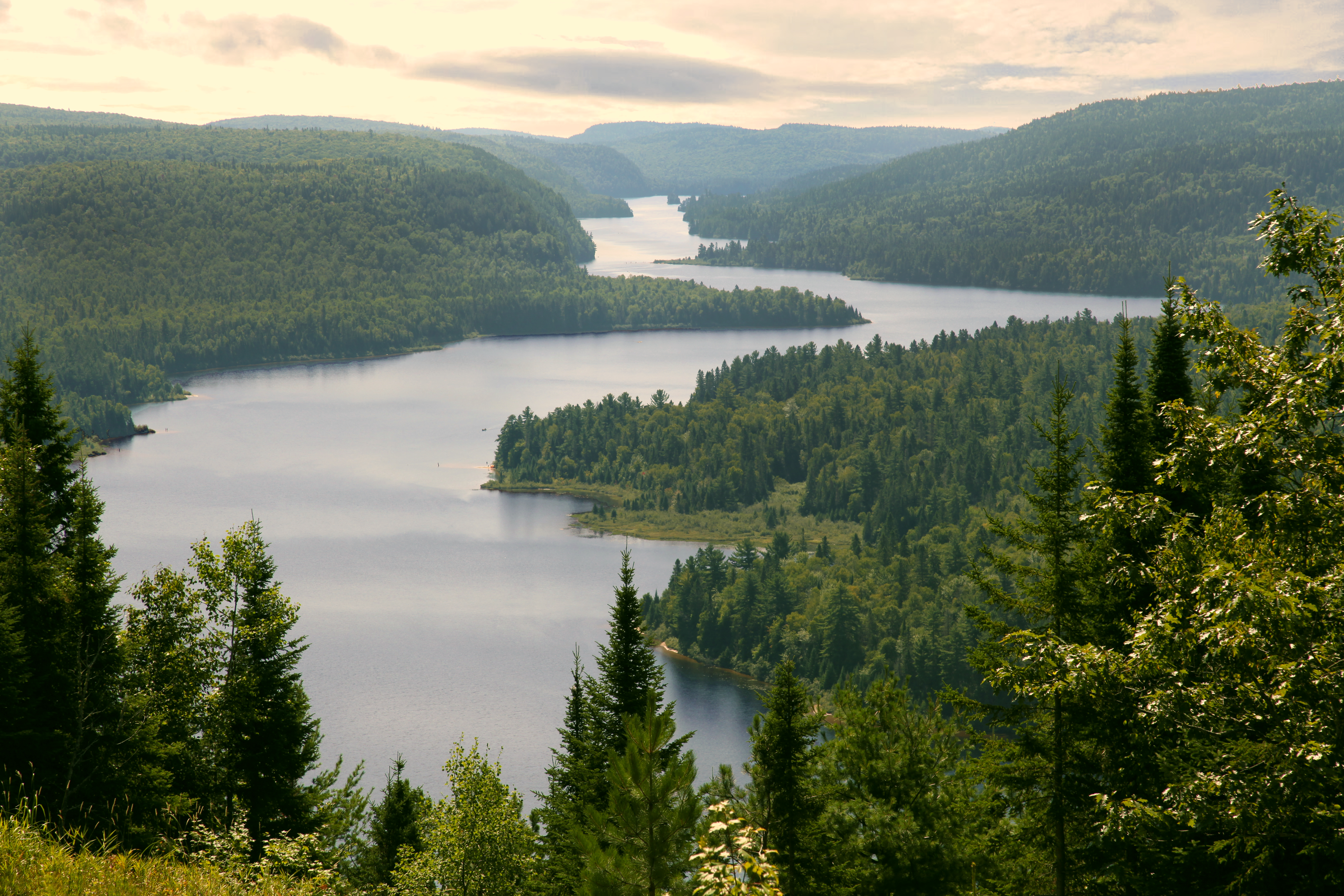
Der Wapizagonke Lake im Mauricie Nationalpark in der Provinz Quebec, Kanada

Ein Nationalpark ist ein ausgedehntes Schutzgebiet, das meistens nur der natürlichen Entwicklung unterliegt und durch spezielle Maßnahmen vor nicht gewollten menschlichen Eingriffen und vor Umweltverschmutzung geschützt wird. In der Regel sind dies Gebiete, die ökologisch besonders wertvoll oder von herausragendem landschaftlichem Reiz sind und im Auftrag einer Regierung verwaltet werden. Sie werden oft auch als Erholungsgebiete und für den sanften Tourismus genutzt. Die Definition eines Nationalparks ist nicht in allen Staaten gleich. Dennoch gibt es eine gemeinsame Idee: die Erhaltung großer, nicht durch menschliche Eingriffe veränderter Naturgebiete für die Nachwelt und als Symbol des nationalen Stolzes.

## Geschichte

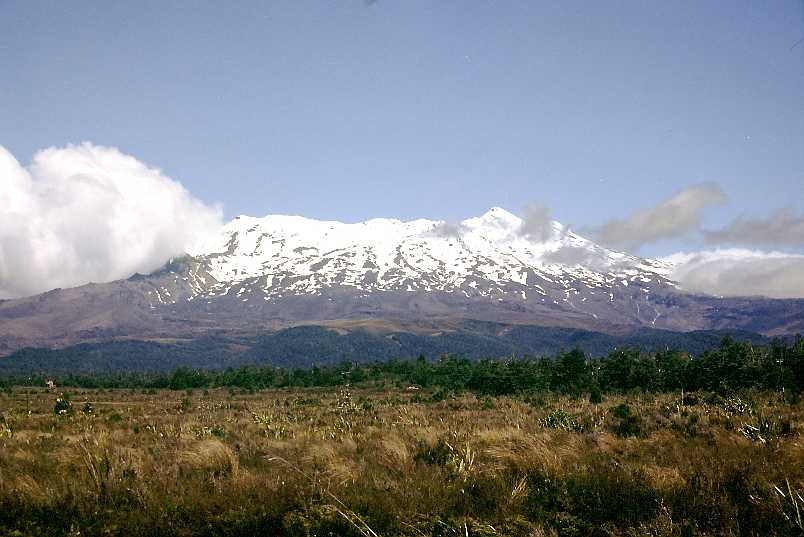
Der Vulkan Ruapehu im Tongariro-Nationalpark

Die Idee, besonders faszinierende Wildnisgebiete unter Schutz zu stellen, entstand schon im frühen 19. Jahrhundert. Der englische Poet William Wordsworth forderte dies 1810, ebenso wie der amerikanische Maler George Catlin 1832 und der schwedische Baron Adolf Erik Nordenskiöld 1880. Der ursprüngliche Gedanke war, die Wunder der Natur zu bewahren, damit auch nachfolgende Generationen sich an ihnen erfreuen und sich hier erholen können. 1864 wurde auf Betreiben des Naturschützers John Muir das erste Schutzgebiet definiert – im heutigen Yosemite-Nationalpark (Kalifornien) –, das aber erst 1906 in das entstehende Nationalparksystem eingegliedert wurde. Der erste Nationalpark wurde 1872 mit dem Yellowstone-Nationalpark ebenfalls in den USA gegründet. Im Gegensatz zur Yosemite-Schutzzone unterstand der Yellowstone-Nationalpark nicht der Verantwortung des Bundesstaates, sondern direkt der US-Regierung. 1916 wurde der National Park Service als eigenständige Behörde des Innenministeriums ins Leben gerufen.
Die Länder Kanada, Australien und Neuseeland folgten bald mit der Einrichtung von Nationalparks, da hier noch große Gebiete mit (scheinbar) unberührter Natur existierten, die relativ einfach geschützt werden konnten. 1879 gründete Australien den Royal-Nationalpark, 1887 Kanada den Banff-Nationalpark (damals unter dem Namen Rocky Mountain National Park) und Neuseeland im selben Jahr den Tongariro-Nationalpark.

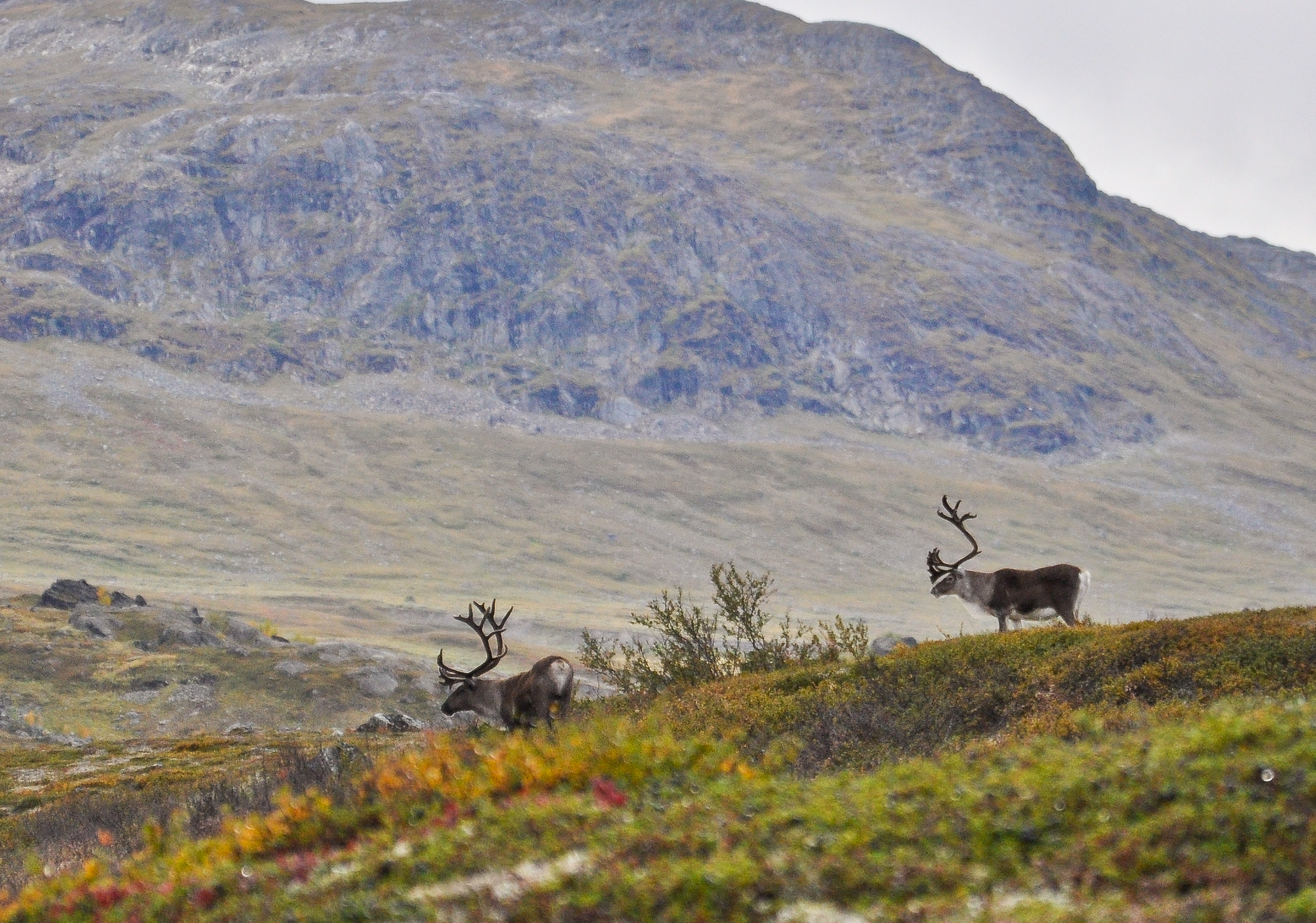
Rentiere der Saami im Abisko-Nationalpark in Schweden.

In allen diesen Ländern lebten vor der Kolonisierung durch Europäer einheimische Völker, deren Einfluss auf die meisten Landschaften über Jahrhunderte durchaus prägend war – selbst in den am dünnsten besiedelten Regionen. Diese Tatsache wurde jedoch bei den Nationalparkgründungen bis zum Ende des 20. Jahrhunderts in vielen Ländern ignoriert: In den allermeisten Fällen erstreckte sich das Nutzungsverbot, das mit der Nationalparkeinrichtung verbunden war, auch auf die dort lebenden traditionellen „Ökosystem-Menschen“. Nicht selten wurden sie im Zuge der Unterschutzstellung sogar von ihrem angestammten Land vertrieben. Solche Konzepte basieren auf der Vorstellung, dass menschliches Wirken grundsätzlich naturschädlich ist. Erst seit Anfang des 21. Jahrhunderts werden die lokalen Gemeinschaften – nicht zuletzt aufgrund eigenen Engagements – als „natürliche Elemente“ der Landschaft zunehmend mit in die Schutzgebietskonzepte einbezogen.

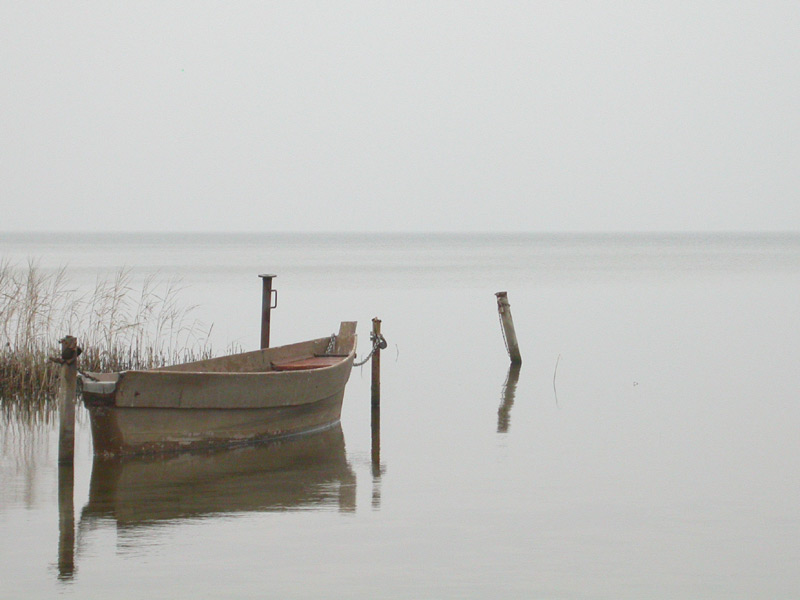
Pleschtschejewo-See in Russland, Nationalpark seit 1988

In Europa wurden die ersten Nationalparks 1909 in Schweden errichtet und 1914 in der Schweiz. Vor allem nach dem Zweiten Weltkrieg etablierte sich die Nationalpark-Idee, und heute existieren in etwa 120 Ländern mehr als 2.200 Nationalparks. Die landschaftliche Vielfalt der Gebiete ist enorm und umfasst fast alle Landschaftstypen.
Im Gegensatz zu außereuropäischen Ländern berücksichtigte man bei der Gründung der ersten Nationalparks in Nordschweden zumindest teilweise die Nutzungsrechte der indigenen Volksstämme wie den Saami.
Interessant ist die Entstehungsgeschichte des Royal-Nationalparks in Australien, der mit 154,42 km² Fläche größtenteils auf dem Stadtgebiet der Millionenstadt Sydney liegt und der zweitälteste Nationalpark der Welt ist. Er wurde im Jahre 1879 kurzerhand aus wirtschaftlichen Gründen errichtet, nachdem in dem Gebiet Kohlevorkommen entdeckt wurden und politisch einflussreiche Minenbesitzer des Outbacks eine Konkurrenz vor den Toren der Stadt fürchteten. Auf diese Weise blieb ein Juwel größtenteils unberührter Natur erhalten.
Im Deutschen waren die Begriffe Naturdenkmal und Naturschutzgebiet seit Anfang des 20. Jahrhunderts gängig. Der Begriff Nationalpark hat erst in den 1970ern Eingang gefunden. Dabei ging es zunächst eher um die nationale Bedeutung und weniger um die Kriterien im Sinne der IUCN.
Heute wird der Naturschutz weltweit von der IUCN koordiniert. Die IUCN organisiert alle zehn Jahre einen internationalen Kongress (World Parks Congress), an dem Strategien zum Naturschutz in Nationalparks festgelegt werden. Der letzte Kongress fand 2014 in Sydney statt.

## Kategorie der IUCN: National Park

### Definition
Die International Union for Conservation of Nature and Natural Resources (IUCN) verwendet ein 1978 eingeführtes und 1994 überarbeitetes System, in welchem National Parks die Kategorie II der Schutzgebiete bilden.

“Category II protected areas are large natural or near natural areas set aside to protect large-scale ecological processes, along with the complement of species and ecosystems characteristic of the area, which also provide a foundation for environmentally and culturally compatible, spiritual, scientific, educational, recreational, and visitor opportunities.”

„Schutzgebiete der Kategorie II, die umfangreiche Naturräume mitsamt den vorkommenden Arten und Ökosystemen langfristig schützen sollen. Diese sollen auch – umweltverträglich und mit örtlicher Akzeptanz – für seelische Bedürfnisse, Wissenschaft, Forschung und Bildung, und für Naherholung und Besichtigung zur Verfügung stehen.“

Gemäß dieser Definition sind Nationalparks natürliche Gebiete auf dem Wasser oder dem Land, die vorgesehen sind,
- um die Unversehrtheit eines oder mehrerer Ökosysteme zu schützen und für die jetzige und künftige Generationen zu erhalten.
- um Ausbeutung ebenso zu verhindern wie andere Tätigkeiten, die dem Gebiet Schaden zufügen.
- um eine Basis zur Spiritualität, Forschung, Schulung, Erholung und Besichtigung zur Verfügung zu stellen, die ökologisch und kulturell vereinbar ist.

### Maßnahmen
Wie bei allen IUCN-Kategorien liegt der Fokus der Klassierung auf der Gestaltung von Schutzziel und Management (Maßnahmen von Eingriffen und Verboten):
Die IUCN verlangt für die Anerkennung eines Nationalparks grundsätzlich, dass die Natur auf 75 % der Fläche sich selbst überlassen wird. Ausnahmen sind möglich und auch regulierende Eingriffe sind örtlich gestattet, wenn dies nach wissenschaftlicher Forschung und Überwachung nötig ist, um die Artenvielfalt zu maximieren oder seltenere Arten zu begünstigen. Damit unterscheidet sich ein Nationalpark von einem Totalreservat.
Beispiele für Maßnahmen in Nationalparks:
- Bestandsregulierung von Wild
- Erhalt von Kulturlandschaften (Wiesen, die sich ohne laufende Pflege zu einem Wald entwickeln würden)
- Eliminierung von eingeschleppten, nicht heimischen Arten
- Wiederansiedlung von lokal ausgerotteten Arten
- Veränderung von Gewässern, um eine Verlandung zu verhindern oder um sie in einen natürlicheren Zustand zu versetzen (wenn sie vor Gründung des Nationalparks durch den Menschen beeinträchtigt wurden)

Die gezielten Eingriffe in die Natur werden für notwendig erachtet, um das durch den Menschen gestörte ökologische Gleichgewicht wiederherzustellen und ggf. zu erhalten. Maßnahmen zur Erhaltung des Gleichgewichts sind nötig, wenn das Ökosystem durch den Menschen wesentlich verändert wurde (Ausrottung von großen Raubtieren oder Veränderung des Salzgehalts eines Sees) und diese Veränderung nicht rückgängig gemacht werden kann. Andere Eingriffe sollen dazu dienen, eine Vielfalt an Biotopen zu erhalten und seltene oder vom Aussterben bedrohte Arten durch künstlich verbesserte Bedingungen zu retten. Auf bis zu 25 % der Fläche eines Nationalparks ist sogar eine wirtschaftliche Nutzung erlaubt (Jagd, Fischerei, Landwirtschaft, Entnahme von Brennholz). Im Unterschied zu einem Naturpark oder Landschaftsschutzgebiet haben in einem Nationalpark jedoch nicht die Bedürfnisse der Menschen, sondern die der Natur Vorrang.

### Abgrenzung zu nationalen Definitionen
Der Management-orientierte Begriff der IUCN-Kategorie II National Park hat mit dem Nationalpark in den Ausweisungen der Länder kaum etwas zu tun, obschon sich viele – insbesondere jüngere – landesrechtliche Definitionen an den Vorgaben der IUCN orientieren.
Beispiele der Unterschiede:
- Schweizer Nationalpark, Schweiz: IUCN Ia Strenges Naturreservat (Strict Nature Reserve)
- Everglades National Park, USA: IUCN Ib Wildnisgebiet (Wilderness Area)
- Białowieża-Nationalpark, Polen: IUCN II Nationalpark (National Park)
- Victoria Falls National Park, Zimbabwe: IUCN III Naturdenkmal (National Monument)
- Witoscha-Nationalpark, Bulgarien: IUCN IV Biotopschutzgebiet (Habitat Management Area)
- New Forest National Park, United Kingdom: IUCN V Geschützte Landschaft (Protected Landscape)
- Etniko Ygrotopiko Parko Delta Evrou, Griechenland: IUCN VI Ressourcenschutzgebiet (Managed Ressource Protected Area)

In manchen Staaten umfasst die Klasse der Nationalparks sogar vorrangig denkmalschützerische Aspekte, also architektonische Objekte, denen ein Landschaftsschutz für die Umgebung in Art des Naturparks beigestellt ist.

## Nationalparks in der Praxis

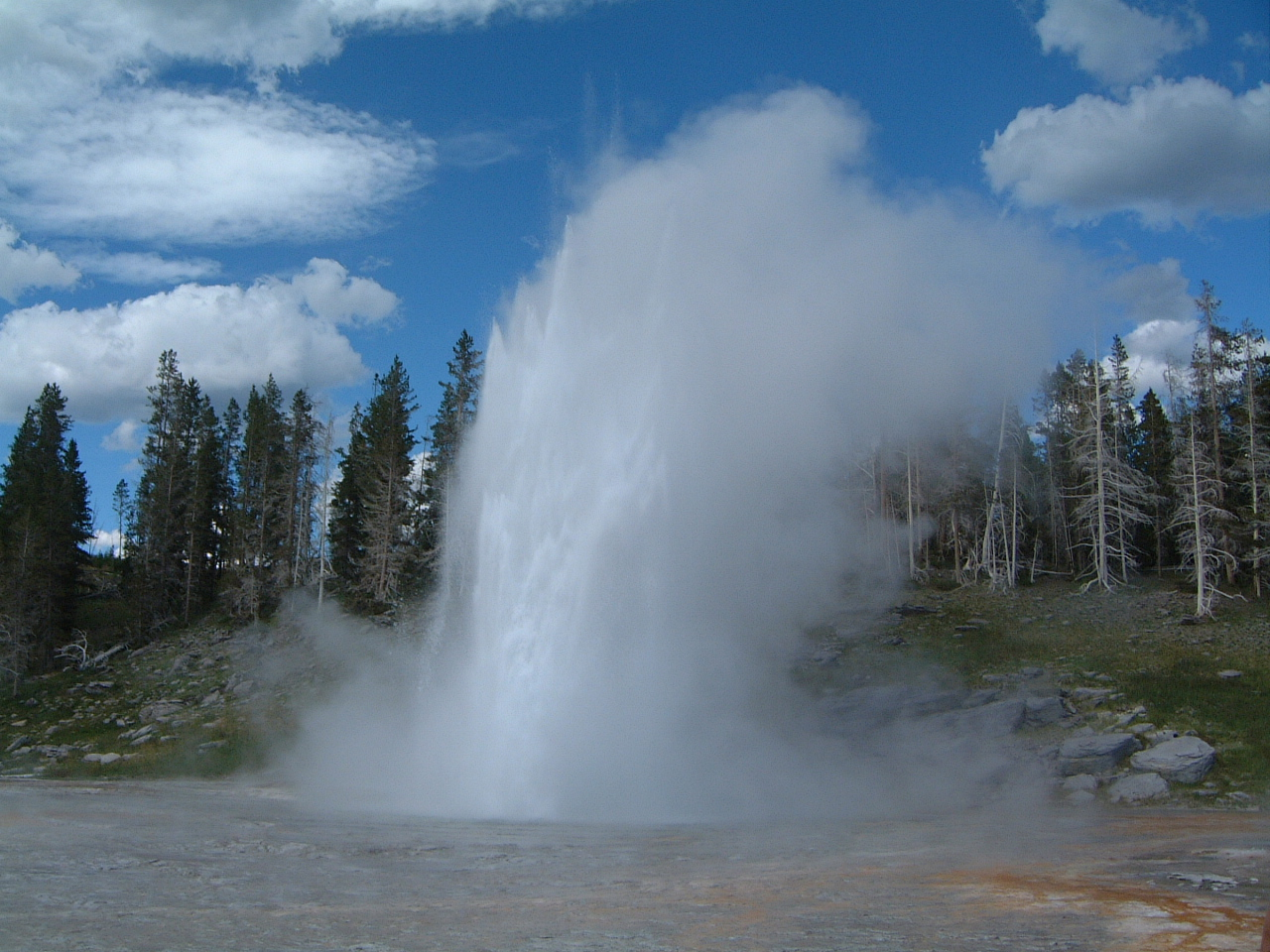
Grand Geysir im Yellowstone-Nationalpark (Wyoming)

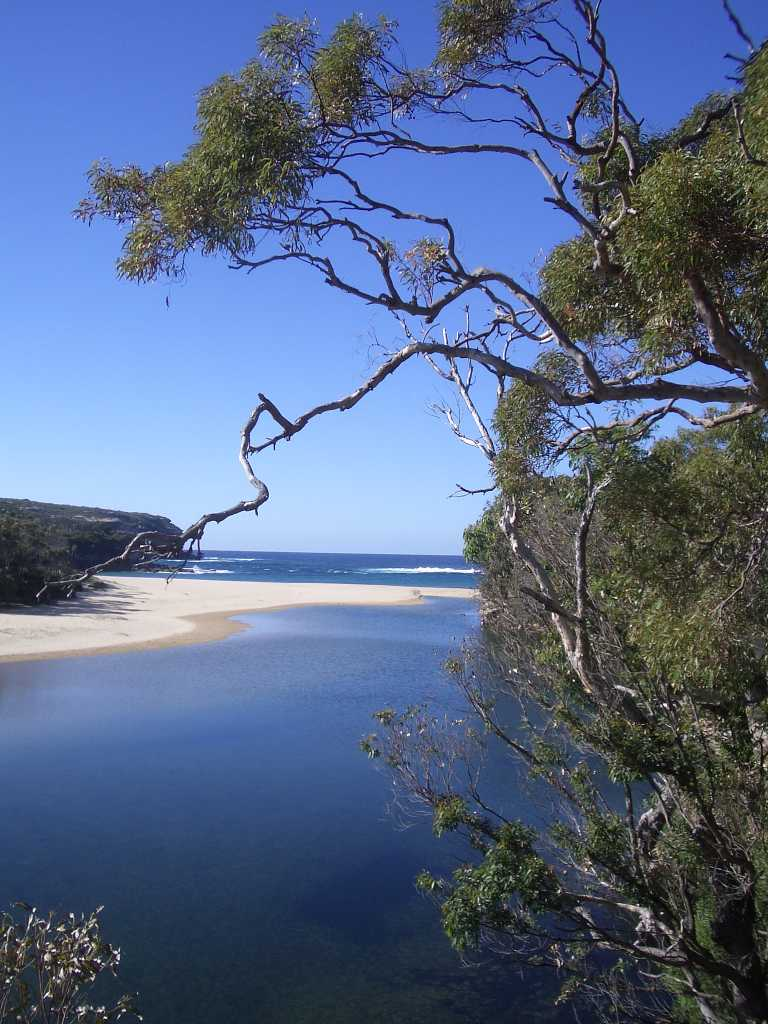
Wattamolla Strand im Royal National Park, Australien

Nationalparks befinden sich meist in abgelegenen, kaum besiedelten Gebieten und beheimaten oft außergewöhnlich viele verschiedene heimische Tier- und Pflanzenarten, die teilweise bedroht sind. Diesen soll in Nationalparks eine Umgebung gewährt werden, die ihr langfristiges Überleben sicherstellt. Manchmal umfassen Nationalparks auch Mineral-Vorkommen oder seltene geologische Objekte, wie zum Beispiel die Geysire und heißen Quellen des Yellowstone-Nationalparks.
Andererseits werden Nationalparks in stärker bevölkerten Regionen errichtet, um diese in einen natürlicheren Zustand zurückzuversetzen. In einigen Ländern wie England und Wales gehören Nationalparks weder der Regierung noch sind sie unberührte Wildnis. Vielmehr können sie menschliche Siedlungen enthalten, die ihr Land nutzen. In Afrika dienen Nationalparks hauptsächlich als Wildreservat, in Asien eher wissenschaftlichen Zwecken. Nordamerika bietet klassische Nationalparks zu Erholungs- und Erkundungszwecken an, bei denen Auswirkungen des Massentourismus eine Gefahr für den Naturschutz darstellen.
Die meisten Nationalparks dienen nicht nur dem Schutz von Pflanzen und Tieren, sondern auch der Erholung von Menschen. Dabei kann es zu Konflikten kommen, besonders bei sehr stark besuchten Nationalparks, da sich durch den Kontakt mit Menschen die Fluchtdistanz der Tiere verringert (Nationalpark-Effekt). Andererseits können die Nationalparks mit den Touristeneinnahmen Schutzmaßnahmen für Tiere und Pflanzen finanzieren und es wird gehofft, dass die Besucher durch das Naturerlebnis eine positive Einstellung gegenüber dem Naturschutz gewinnen. Für die Nationalpark-Verwaltungen ist es eine schwierige Herausforderung, die Balance zwischen dem Schutz von Naturgütern und deren öffentlicher Zugänglichkeit zu finden.
Eine andere Herausforderung ist die Überwachung des Nationalpark-Gebiets. Besonders in Ländern mit weit verbreiteter Armut kommt es in Nationalparks immer wieder zu illegalen Holzfällungen und zu Wilderei.
Für die Informations- und Bildungsarbeit in Nationalparks ist im US National Park Service um 1950 das Konzept der Heritage Interpretation entwickelt worden, nach dem heute weltweit auch viele andere besucherorientierte Einrichtungen arbeiten.

## Nationales
Der weltweit größte Nationalpark ist der Nordost-Grönland-Nationalpark, welcher mit seinen 972.000 km² annähernd 45 % der Landesfläche Grönlands einnimmt.

### Deutschland
Der Begriff Nationalpark wurde mit dem Nationalpark Bayerischer Wald erst im Oktober 1970 etabliert. Im August 1978 folgte der Nationalpark Berchtesgaden. 1985, 1986 und 1990 wurden die Küstenbereiche des deutschen Wattenmeers als Nationalparks ausgewiesen. In der DDR gab es bis 1989 keine Nationalparks. Rund 15 % der Landesfläche waren aber öffentlichem Zugang versperrt und wiesen fast unberührte Landschaften auf. In den Umbruchszeiten wurden 1990 noch vor der Wiedervereinigung im Nationalparkprogramm der DDR fünf Nationalparks umgesetzt. Seitdem kamen bis 2004 sechs weitere Nationalparks hinzu, die Errichtung eines Parks „Elbtalaue“ scheiterte 1999. Da im Januar 2006 die beiden Nationalparks im Harz zu einem gemeinsamen Nationalpark Harz fusionierten, bestehen nach Gründung des Nationalparks Hunsrück-Hochwald im März 2015 in Deutschland 16 Nationalparks. Seit den 1970er Jahren ist allerdings umstritten, ob die in der Bundesrepublik festgesetzten Nationalparks den internationalen Anforderungen der IUCN entsprechen. Ein erstes offizielles Zertifikat erhielt 2011 der Nationalpark Kellerwald-Edersee.

### Österreich
In Österreich besteht kein direkter Zusammenhang mit der IUCN-Kategorie: Naturschutz ist in Österreich Ländersache. Nationalparks sind die einzigen Schutzgebiete des Bundes, also gesamtösterreichisch. Umgesetzt werden sie über Art. 15a-Vereinbarungen, die vom Bund und den betroffenen Ländern abgeschlossen wurden. Im Landesrecht sind die Nationalparks dann dort, wo es welche gibt (Vorarlberg hat keinen Anteil an einem Nationalpark), in ihrem Umfang innerhalb der Landesgrenzen als eigenes Schutzgebiet ausgewiesen, teils als Schutzklasse, teils nur verordnet: Meist ersetzt die Ausweisung als Nationalpark alle vorher bestehenden Schutzkategorien. Salzburg und Kärnten kennen als strengere Ergänzung zum Nationalpark-Schutz das Sonderschutzgebiet. Die Nationalparks sind durchwegs auch im Rahmen des Europanetzwerkes Natura 2000 ausgewiesen.
Die Vorgaben der IUCN zur Kategorie II werden auch dadurch umgesetzt, dass eine Kernzone und eine Randzone (Pufferzone) definiert wird. Erstere ist dann IUCN-Kategorie II, zweitere Kategorie V (Geschützte Landschaft) oder VI (Ressourcenschutz). Ein Park (NP Nockberge) war nur als Kategorie V gestuft, und wurde deshalb in einen Biosphärenpark umgewandelt. Die Nationalparks sind dann durchwegs noch von weniger strengen Schutzklassen, wie Landschaftsschutzgebieten oder Geschützten Landschaftsteilen im Sinne einer weiteren Pufferung umgeben, und mit nahen weiteren bedeutenden Schutzgebieten im Sinne eines ökologischen Korridors vernetzt (ECONNECT).